# Спичин (гмина)
Спичин (пол. Spiczyn) — сельская гмина (волость) в Польше, входит как административная единица в Ленчинский повет, Люблинское воеводство. Население — 5422 человека (на 2004 год).

## Сельские округа
1. Харленж
2. Янушувка
3. Явидз
4. Кияны
5. Людвикув
6. Нова-Вулька
7. Новы-Радзиц
8. Спичин
9. Ставек
10. Сточек
11. Завепшице
12. Завепшице-Колёня
13. Зулкув

## Прочие поселения
1. Гаювка
2. Грабовец
3. Ямы
4. Кияны-Косцельне
5. Лесничувка
6. Могилки
7. Ордунь
8. Стара-Весь
9. Воля
10. Вымыслув

## Соседние гмины
1. Гмина Любартув
2. Гмина Людвин
3. Гмина Ленчна
4. Гмина Немце
5. Гмина Острув-Любельски
6. Гмина Серники
7. Гмина Вулька